# Marie Jílková
Marie Jílková (* 9. června 1977 Lezník) je česká politička, od října 2021 poslankyně Poslanecké sněmovny PČR, od roku 2024 zastupitelka Jihomoravského kraje, v letech 2018 až 2021 zastupitelka a radní městské části Brno-střed, členka KDU-ČSL.

## Život
Pochází z Českomoravské vrchoviny. Vystudovala politologii a sociální politiku a sociální práci na Fakultě sociálních studií Masarykovy univerzity (promovala v roce 2005 a získala titul Mgr.).
Pracovala na Krajském úřadě Jihomoravského kraje, podílela se na přípravách projektu výzkumného centra Masarykovy univerzity CEITEC. Působila také na Úřadu vlády ČR, a to ve sboru poradců premiéra ČR Jana Fischera. Byla také poradkyní pro oblast evropských vztahů předsedy Senátu PČR Petra Pitharta. Věnovala se vzdělávání a osobnostnímu rozvoji manažerů a zaměstnanců v rámci pobočky mezinárodní firmy.
Marie Jílková žije ve městě Brno, konkrétně v části Brno-střed. Má dvě dcery.

## Politické působení
Od roku 1995 je členkou KDU-ČSL. Ve volbách do Evropského parlamentu v roce 2009 kandidovala na 4. místě kandidátky KDU-ČSL, ale neuspěla. Stejně tak nebyla zvolena ve volbách do Evropského parlamentu v roce 2014, kdy figurovala na 5. místě kandidátky KDU-ČSL.
V komunálních volbách v roce 2018 byla zvolena za KDU-ČSL zastupitelkou městské části Brno-střed. V listopadu 2018 se navíc stala uvolněnou radní městské části pro oblast sociální a zdravotní. Ve volbách v roce 2018 kandidovala za KDU-ČSL také do Zastupitelstva města Brna, ale neuspěla. Dne 8. prosince 2021 rezignovala na funkci radní městské části Brno-střed, vzdala se rovněž mandátu zastupitelky. V komunálních volbách v roce 2022 již nekandidovala.
V krajských volbách v roce 2020 kandidovala za KDU-ČSL do Zastupitelstva Jihomoravského kraje, ale neuspěla.
Ve volbách do Poslanecké sněmovny PČR v roce 2017 kandidovala za KDU-ČSL v Jihomoravském kraji, ale neuspěla. Ve volbách do Poslanecké sněmovny PČR v roce 2021 kandidovala z pozice členky KDU-ČSL na 10. místě kandidátky koalice SPOLU (tj. ODS, KDU-ČSL a TOP 09) v Jihomoravském kraji. Vlivem 11 188 preferenčních hlasů však skončila nakonec šestá, a stala se tak poslankyní.
Ve volbách do Senátu PČR v roce 2024 kandidovala za KDU-ČSL v obvodu č. 59 – Brno-město. Se ziskem 19,08 % hlasů skončila na třetím místě a nepostoupila tak do druhého kola. Nicméně v krajských volbách v září 2024 byla zvolena jako členka KDU-ČSL v rámci koalice „SPOLU“ (tj. ODS, KDU-ČSL a TOP 09) zastupitelkou Jihomoravského kraje.
V lednu 2025 oznámila, že ve volbách do Poslanecké sněmovny PČR na podzim 2025 již nebude kandidovat, důvodem je nemožnost sladění osobního a rodinného života s prací ve Sněmovně za stávajících podmínek fungování dolní komory Parlamentu ČR.